# Pietro Mannelli
Pietro Mannelli (San Romano, Reino de Italia, 8 de agosto de 1896 - Italia, Roma, 4 de diciembre de 1972) fue un militar italiano que sirvió en el Regio Esercito, en la MVSN y en las Waffen-SS.  

## Biografía
Mannelli nació en San Romano Valdarno, en la provincia de Arezzo, el 8 de agosto de 1896, hijo de Vincenzo y Laura Corradini. Sirvió como teniente en el cuerpo alpino durante la Primera Guerra Mundial, al final de la cual se unió a Gabriele d'Annunzio en la compañía Fiume. Fue uno de los fascistas por primera vez que participó en la marcha sobre Roma en 1922. El 1 de febrero de 1923 unió a Milicia Voluntaria de Seguridad Nacional (Camisas negras), llegando poco después para comandar la II Legión Alpina de Turín. En la milicia alcanzó el rango de primer superior. 
Activista partidista, Mannelli ocupó varios cargos importantes en el MVSN y en el Ejército Real en años 20 y 30 del siglo XX. En 1935 - 1936 tomó parte en la guerra en Etiopía, donde fue condecorado con una primera medalla de plata al valor militar, y luego la guerra civil española (donde fue herido tres veces) y condecorado con una segunda medalla de plata y Un bronce por el valor militar. En marzo de 1939 participó en la invasión italiana de Albania. 
Después de la entrada en la guerra del Reino de Italia, comandó un grupo de la Legión de MVSN en Bengasi, en Libia, en el curso de 1941. Al regresar a su tierra natal se convirtió en inspector general, con el rango de general de brigada, de la Milicia de la Universidad de Roma. En marzo de 1943 dejó Italia para mudarse a Francia al frente del Grupo de Desembarco de Millaje Especial. 
Después de firmar el armisticio el 8 de septiembre de 1943, se unió a la República Social Italiana, y el 15 de diciembre se unió al Generalleutnant Canevari para supervisar la formación de los departamentos italianos de las SS. Después de servir como propagandista para los italianos en el sur de Francia, se alistó en las Waffen-SS en marzo de 1944 alcanzando el rango de Brigadeführer (equivalente al Generalmajor en el ejército regular alemán y general de brigada en el ejército italiano). Fue nombrado inspector de voluntarios de la 29.ª legión italiana de las SS, de la cual fue el primer comandante. Obtuvo el mando de la legión de Cremona en el castillo de Torre de 'Picenardi, luego se mudó a Milán en las últimas semanas del conflicto y luego a Bérgamo. El 26 de abril de 1945 se mudó de Bérgamo a Como, pero su columna ítalo-germánica fue bloqueada en Lipomo. 
Capturado por los partisanos, fue transferido temporalmente a la prisión de Como y luego pasó como prisionero a las manos de los estadounidenses. Luego fue trasladado al campo de concentración de Coltano, luego juzgado y sentenciado por colaborar con el régimen fascista. Liberado poco después, vivió en Roma el resto de su vida, muriendo allí el 4 de diciembre de 1972.

## Condecoraciones

### Nacionales
- Medalla de Plata al Valor Militar, 29 de febrero de 1936
  - Medalla de Plata al Valor Militar, 1938
- Medalla de Bronce por el Valor Militar, 1939
- Cruz al Mérito de Guerra
- Medalla Conmemorativa de la Unificación de Italia
- Medalla Conmemorativa de la Guerra Ítalo-austriaca 1915-1918
- Medalla Conmemorativa de la Victoria Italiana
- Medalla Conmemorativa de la Expedición Fluvial
- Cruz de antigüedad en la Milicia Voluntaria para la Seguridad Nacional (10 años)
- Medalla Conmemorativa de la Marcha sobre Roma
- Medalla Conmemorativa de la Expedición en Albania
- Medalla Conmemorativa de la Campaña Española (1936-1939)
- Medalla Conmemorativa de Operaciones Militares en África Oriental

### Extranjeras
- Cruz por la Unidad Nacional de España